# Joe Penna
Joe Penna, född 29 maj 1987, är en brasiliansk regissör, filmredigerare, animatör och internetpersonlighet känd för sina videor på Youtube. På sin youtubekanal MysteryGuitarMan laddar han upp korta musikvideor. Filmeffekter såsom Time lapse, Stop motion, Green screen används flitigt i hans filmer. I augusti 2011 var MysteryGuitarMan Youtubes nionde mest prenumererade konto.